# Dicranodromia spinosa
Dicranodromia spinosa är en kräftdjursart som beskrevs av Martin 1994. Dicranodromia spinosa ingår i släktet Dicranodromia och familjen Homolodromiidae. Inga underarter finns listade i Catalogue of Life.